# Трејси Сити (Тенеси)
Трејси Сити (енгл. Tracy City) град је у америчкој савезној држави Тенеси.

## Демографија
По попису из 2010. године број становника је 1.481, што је 198 (-11,8%) становника мање него 2000. године.
| Група             | 2000.         | 2010.         |
| Белци             | 1.642 (97,8%) | 1.443 (97,4%) |
| Афроамериканци    | 0 (0,0%)      | 1 (0,1%)      |
| Азијати           | 1 (0,1%)      | 2 (0,1%)      |
| Хиспаноамериканци | 10 (0,6%)     | 9 (0,6%)      |
| Укупно            | 1.679         | 1.481         |